# Parapleustes sinuipalma
Parapleustes sinuipalma är en kräftdjursart som beskrevs av Henry Fowler Dunbar 1954. Parapleustes sinuipalma ingår i släktet Parapleustes och familjen Pleustidae. Inga underarter finns listade i Catalogue of Life.